# Józef Tyszkowski
Józef Tyszkowski herbu Gozdawa (ur. 1826/1827? w Huwnikach, zm. 2 lutego 1882 w Huwnikach) – poseł do Sejmu Krajowego Galicji II, III i IV kadencji (1867–1882), oraz do Rady Państwa (VI kadencja, 1879-1885), właściciel dóbr.
W latach 1843-1844 studiował weterynarię w c.k. Wiedeńskim Instytucie Weterynaryjnym (obecnie Uniwersytet Weterynaryjny) przy Uniwersytecie w Wiedniu. W latach 1844-46 studiował chemię ogólną w c.k. Wiedeńskim Instytucie Politechnicznym (obecnie Politechnika Wiedeńska). Wiedzę na studiach zdobywał wraz ze starszym bratem Antonim.

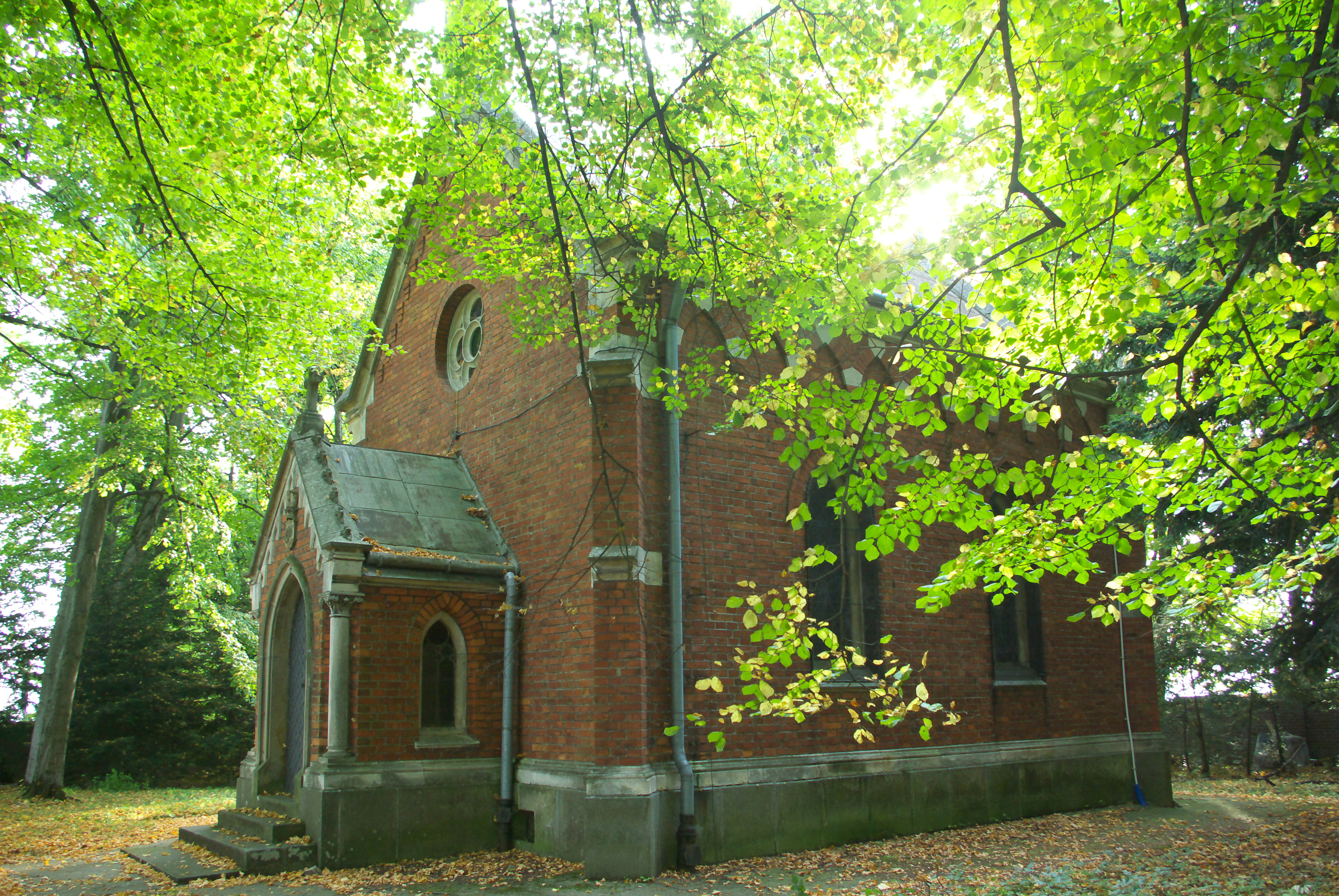
Kaplica grobowa Tyszkowskich

## Życiorys
W połowie XIX wieku Józef i Antoni Tyszkowscy byli właścicielami posiadłości tabularnych: m.in. Borysławka, Cisowa, Huwniki, Jamna Dolna i Górna, Kopysno, Krajna, Łodzinka Dolna, Łomna, Posada Rybotycka, Rybotycze, Trójca.
Wybrany do Sejmu Krajowego oraz Rady Państwa w IV kurii obwodu Sanok, z okręgu wyborczego nr 26 Dobromil-Bircza-Ustrzyki. Po jego śmierci w 1882 mandat w Radzie Państwa objął 25 kwietnia 1882 Antoni Tyszkowski.
Józef Tyszkowski zmarł na nieuleczalną chorobę nerek. Został pochowany w rodzinnej kaplicy grobowej w Kalwarii Pacławskiej, położonej obok tamtejszego klasztoru franciszkanów.
Józef Tyszkowski miał nieślubną córkę Katarzynę (ur. 25.06.1882) ze związku z Katarzyną Hamryszczak, która urodziła się po jego śmierci. Córka Katarzyny, także Katarzyna, wraz z mężem Antonim Jankowskim, byłym żandarmem i córką Michaliną, w 1919 zamieszkała w dawnych dobrach Józefa Tyszkowskiego w miejscowości Kopysno. Po śmierci właściciela Kopysna, Pawła Tyszkowskiego, Antoni Jankowski toczył z nowym właścicielem, Polską Akademią Umiejętności wieloletni spór sądowy o prawo do dalszego korzystania z dóbr w Kopysnie, który w końcu wygrał.
Córka Józefa Tyszkowskiego po opuszczeniu z mężem i córką Kopysna w 1939 zamieszkała w miejscowości Makowa. Zmarła w dniu 8 sierpnia 1946, a jej mąż zmarł kilka lat później, 28 marca 1952. Zostali pochowani na cmentarzu w miejscowości Makowa, lecz nie zachowały się miejsca ich pochówku. Ich córka Michalina, jedyna wnuczka Józefa Tyszkowskiego przez długie lata mieszkała we wspomnianej miejscowości i zmarła bezdzietna 5 listopada 1982 r. Została pochowana w miejscowości Rybotycze.